# Complessità effettiva
La complessità effettiva, originariamente proposta da Murray Gell-Mann e Seth Lloyd, è un concetto che quantifica la regolarità presente in un sistema. 

## Descrizione
Ad ogni sistema fisico si può associare una quantità di informazione pari a quanta ne è richiesta per descrivere il suo stato completo, fino alla massima precisione permessa dalle leggi della meccanica quantistica. Tale informazione proviene da due sottoinsiemi: quella che ne codifica le regolarità e quella che ne registra la componente casuale. La complessità effettiva di un sistema è data dalla quantità di informazione necessaria per descriverne le regolarità.
In un oggetto costruito dall'ingegno umano come ad esempio un aeroplano, la complessità effettiva è praticamente uguale alla lunghezza del progetto esecutivo, cioè alla quantità di informazione necessaria per costruire l'oggetto partendo dalle sue componenti. La complessità effettiva corrisponde quindi alla somma dell'informazione minima necessaria perché un oggetto qualsiasi o un sistema sia in grado di raggiungere il suo scopo.